# Овочі та фрукти (журнал)
«Овочі та фрукти» — українське аграрне видання про сучасні технології вирощування овочевих і плодово-ягідних культур.
Журнал виходить 1 раз на місяць на 76—96 повнокольорових сторінках. Поширюється на території України, а також ближнього зарубіжжя. Мова видання — українська (до липня 2019 року видавався українською і російською мовами). Загальний тираж — 30 000 примірників.
Кожен номер журналу для професійних овочівників, садівників і фермерів містить інформацію про сучасні технології вирощування овочевих і плодово-ягідних культур, новини від світових селекційних центрів, інститутів і компаній, інформацію про сортове розмаїття і помологічні особливості культур. Також в журналі ви знайдете практичні поради з будівництва та ефективного використання теплиць і парників, технології зберігання і переробки овочів і фруктів, рекомендації з вибору садового і городнього інвентаря та багато іншої корисної інформації.

## Історія
Видання було засноване в 2009 році генеральним директором ПКО «Дельта-агро» в Києві Сергієм Березовським. Перший номер вийшов друком у грудні 2009 року.

## Основні рубрики
- Овочівництво
- Картоплярство
- Садівництво
- Виноградарство
- Ягоди
- Горіхи
- Гриби
- Маркетинг
- Захищений ґрунт
- Добрива
- Юридична практика
- Зрошення
- Переробка
- Кооперація